# XO (canção)
"XO" é uma canção da cantora norte-americana Beyoncé, gravada para o seu quinto álbum de estúdio homónimo. Foi escrita e produzida pela própria com o auxílio de Terius Nash e Ryan Tedder em ambas as tarefas, sendo que Hit-Boy também participou na produção. A música foi enviada para as rádios italianas a 16 de Dezembro de 2013, e um dia depois nas norte-americanas, servindo como um dos singles de avanço do disco.
O uso de uma amostra de áudio do desastre do Space Shuttle Challenger no início da música foi criticado pelas famílias da tripulação perdida, pela NASA e por alguns meios de comunicação. Beyoncé divulgou um comunicado dizendo que a música foi criada para ajudar as pessoas que perderam pessoas amadas em suas vidas e que a amostra foi incluída como uma homenagem à equipe do Challenger . "XO" conseguiu aparecer em muitas paradas musicais na Europa e Oceania e alcançou o número 45 na Billboard Hot 100 dos EUA.
Um videoclipe da música dirigida por Terry Richardson foi filmado em Coney Island no final de agosto de 2013. Foi disponibilizado no iTunes com o lançamento do álbum em 13 de dezembro de 2013 e foi lançado online três dias depois. Beyoncé tocou a música durante as últimas paradas da perna norte-americana da The Mrs. Carter Show World Tour em dezembro de 2013 e mais tarde durante a segunda parte europeia da turnê no início de 2014. Para promover ainda mais "XO", a canção foi apresentada no BRIT Awards de 2014 e mais tarde no MTV Video Music Awards de 2014. Haim e John Mayer cobriu a música em 2014, com a última lançando-a como single.

## Composição
"XO" é uma música pop, electropop e R&B que tem semelhança com "Halo" (também da Beyoncé) que também foi produzida por Tedder. Influências dos gêneros de rock eletrônico e reggaeton também foram encontradas na música. "XO" foi composta utilizando tempo comum na clave de C maior ,com um ritmo de 85  batimentos por minuto. Traz uma vibe "Caribe comemorativa", groove e uma batida de tambor lateral com influências de dancehall. A instrumentação inclui teclados nervosos , sintetizadores ,percussão e instrumentos musicais eletrônicos. A música também consiste em Fanfarra e padrões de riff de loop provocados por um instrumento de órgão. "XO" também foi conhecido por ser um afastamento da natureza sexual minimalista do álbum, devido ao seu puro som pop. Jordan Sargent, da revista Complex ,escreveu que "XO" contém influências da cantora jamaicana Tanya Stephens.Kevin Fallon, do The Daily Beast, comparou o som do estádio da música com as faixas da banda U2.
Os vocais de Beyoncé na música vão da nota de A5 à nota de C5 . Quando perguntada sobre seus vocais brutos na música anteriormente desconhecida em seu material e o som menos polido da música, Beyoncé revelou que "XO" foi gravado quando ela teve uma Sinusite. Ela revelou ainda que foi gravado como uma demo em vários minutos. Os vocais da demo original foram mantidos por um ano sem serem gravados, pois o cantor "realmente amava as imperfeições" e queria se concentrar na música do álbum, e não nos vocais.
A letra de "XO" expressa uma alegre celebração do amor e da vida enquanto Beyoncé tenta "criar luz das trevas". Foi descrito como uma canção de amor universal que fala sobre diferentes tipos de relacionamentos. O cantor enfatiza a importância de viver o presente com o ente querido de uma pessoa, pois a vida é imprevisível. Ela ainda canta sobre a tragédia e magnificência que a vida pode suportar. Ao longo da música, a cantora adota uma atitude esperançosa e parece ter entrado em transe com amor um estado que é ainda mais aumentado pelo fato de ela empregar um registro geralmente baixo. Caitlin White do site The 405 interpretou a letra da música em profundidade:
"Na noite mais escura do ódio e da intolerância, vemos impossíveis histórias de amor conquistando o que nossos governos e sociedades declaram legalmente "permitido" ser amor ...É pelo amor que transcende a concepção romântica de homem e mulher e se estende para as impossibilidades do cosmos. Deixa espaço para o fracasso, mas espera sucesso."
As linhas de abertura de "XO" são ecoadas e, ao contrário de outras músicas de Beyoncé , a balada contém vários ganchos. Beyoncé começa a música pedindo a um ente querido que a beije. Algumas das linhas de coro ascendentes são chamadas e resposta;

## Recepção
Mike Wass, do site Idolator, o descreveu como um "hino pronto para rádio ... [que] é impossível vencer". A escritora da Vanity Fair , Michelle Collins, descreveu como "a música mais animada e cativante do grupo" no álbum. Ryan Dennehy, do site AbsolutePunk, opinou que "XO" era um sucesso garantido e triunfante. Andrew Hampp e Erika Ramirez, da revista Billboard , descreveram "XO" como "mágico", chamando-a de música mais amiga do rádio em todo o álbum, com sua estrutura pop tradicional. Michael Cragg, do The Guardian, chamou a faixa de "um coração alegre e cheio de eco" e uma escolha imediata para um single. Lindsay Zoladz, da Pitchfork Media, elogiou o apelo pop "grande e obliterante" da música e o saudou como um sucesso de bilheteria e sucesso. Ela elogiou a performance vocal do cantor na música, concluindo que "toda a perfeição aqui é brilhantemente minada por aquele ruído grave". Peter Tabakis, do site Pretty Much Amazing, listou a "balada de poder magnífico" como um dos "líderes no ranking" do álbum.
O som e a produção pop e canto da música receberam elogios da crítica. Jody Rosen, escrevendo para Vulture, encontrou um som pop hino "widescreen cavernoso" na música, dizendo ainda que seu refrão soava como se tivesse sido feito especificamente para uma cerimônia de abertura das Olimpíadas. Carrie Battan da Pitchfork descreveu a canção como um "estádio de enchimento" um e classificou-o como um dos ' 'momentos melodiosos'.
Muitos críticos consideraram "XO" um destaque no álbum. Robert Leedham, da Sound ,opinou em sua resenha do álbum: "O mais glorioso de todos é 'XO', uma ode supermotiva e estupefata a estar apaixonado e se importar com a foda de todo o resto. É a única faixa do álbum que é linear o suficiente para suportar um canto bêbado". Lavanya Ramanthatan, do Washington Post, descreveu a música como um "hino inchado" e um dos destaques de Beyoncé. Jordan Sargent, da revista Complex ,descreveu "XO" como a "mais pura canção de amor" de Beyoncé. No entanto, uma crítica mais mista veio de Claire Lobenfeld, da mesma publicação, que achou que era a única faixa ignorável do álbum devido à sua sensação "mawkish".

### Reconhecimento e elogios
Sob o comando do Radar ,argumentou que "XO" fez "um argumento forte" por ser incluído como música do ano em várias listas de final de ano; no entanto, ele observou que isso não era possível, pois as listas já haviam sido compiladas e publicadas quando a música foi lançada. No entanto, Rob Sheffield, da Rolling Stone, colocou "XO" no número 8 em sua lista das 25 melhores músicas de 2013 no final do ano. A música foi classificada ainda mais no número 72 nos críticos anuais do Pazz e Jop, na pesquisa dos melhores do ano em música. Em 2014, Brita 'O escritor de Jody Rosen listou a música no número 52 em sua lista de "As 150 Melhores Músicas de Schlock de todos os tempos", chamando-a de "um clássico instantâneo": "A grande e brilhante produção grita 2013; o tema - como o amor se aproxima dos limites de desgraça e tudo isso - é atemporal." No mesmo ano, ele incluiu ainda a música em sua lista das melhores músicas de Beyoncé publicada no The New York Times.
Em 2019, o Pitchfork listou o XO no número 182 em suas melhores músicas da década (2010). "XO" é indicado na categoria de Melhor Música no World Music Awards de 2014.

#### Usos na mídia
A Toyota apresentou a música, juntamente com Beyoncé, em seu comercial de 2014 como parte da campanha "Get Going".
Em 2018, a Louis Vuitton apresentou a música no primeiro filme de fragrâncias da empresa, estrelado por Emma Stone.

## Controvérsia
A música começa com uma amostra de seis segundos de duração do ex - oficial de assuntos públicos da NASA Steve Nesbitt, gravada momentos após o desastre do Space Shuttle Challenger em 28 de janeiro de 1986: "Os controladores de vôo aqui observam com muito cuidado a situação. Obviamente, um grande defeito". Estas foram as últimas palavras ditas antes que o veículo em desintegração caísse no mar. O uso da amostra foi criticado pela mídia, incluindo Hardeep Phull, do New York Post ,que descreveu sua presença na música como "insípida". Ex - astronautas da NASA também ficaram consternados e rotularam o uso da amostra como "insensível". Keith Cowing, da NASA Watch, sugeriu que o uso do clipe variava de negligência a repugnância.
Em 30 de dezembro de 2013, a NASA criticou o uso da amostra, afirmando: "O acidente do Challenger é uma parte importante da nossa história; um trágico lembrete de que a exploração espacial é arriscada e nunca deve ser trivializada. A NASA trabalha todos os dias para honrar o legado. de nossos astronautas caídos enquanto realizamos nossa missão de alcançar novas alturas e explorar o universo". No mesmo dia, Beyoncé havia divulgado uma declaração à ABC News em resposta às famílias, explicando por que ela e seus co-compositores decidiram incluir a amostra de áudio em "XO":
"Meu coração está com as famílias dos perdidos no desastre do Challenger . A música 'XO' foi gravada com a mais sincera intenção de ajudar a curar aqueles que perderam entes queridos e nos lembrar que coisas inesperadas acontecem, então ame e aprecie cada minuto que você tiver com aqueles que mais significam para você. Os compositores incluíram o áudio em homenagem ao trabalho altruísta da equipe do Challenger, na esperança de que eles nunca fossem esquecidos."

## Vídeo musical

### Produção
O videoclipe de "XO" foi dirigido por Terry Richardson .Foi filmado em 29 de agosto, 2013 no Coney Island' Cyclone. Nesse mesmo dia, Beyoncé foi flagrada naquele local. Mais tarde foi confirmado por várias publicações que Beyoncé estava filmando um vídeo para uma música então intitulada "XO" de seu próximo quinto álbum. O Daily Telegraph informou ainda que as modelos Jourdan Dunn ,Jessica White e Diandra Forrest estavam presentes durante as filmagens do vídeo. Várias cenas do vídeo também foram filmadas durante o show de Beyoncé no festival brasileiro Rock in Rio no Rio de Janeiro em 2013, onde a cantora pediu à plateia que fizesse formas de X e O com as mãos; a coreografia do movimento da mão foi criada por Lee Anne Callahan-Longo, o gerente geral em Parkwood Entertainment. Durante um vídeo dos bastidores, Richardson descreveu o processo de filmagem do clipe de "XO",
"Você sabe, é incrível porque em um ponto nós éramos no fliperama e eu disse para Beyoncé, vamos fazer isso. Você quer abrir a porta e você vai se apresentar e nós vamos sair e ver o que acontece e ela era como 'Sim, vamos lá'. E literalmente nós saímos pela porta e era como se centenas de pessoas estivessem vindo ao nosso redor. Pessoas em todos os lugares, câmeras, pessoas gritando o nome dela. Foi incrível, eu nunca experimentou algo assim. Foi realmente uma reportagem, frouxa, não planejada, fomos com sentimentos, fomos com instintos...É um belo ciclo de energia."
Beyoncé descreveu ainda mais as filmagens do vídeo como "loucamente caóticas" antes de acrescentar que capturava "cru, divertido e estar no momento". Para impedir que os trechos da música vazassem on-line, o cantor usava fones de ouvido durante as filmagens do vídeo, em vez de tocar a música alta e os lábios sincronizados. Mais tarde, foi lançado no Vevo em 16 de dezembro de 2013, juntamente com o vídeo de "Drunk in Love".

### Sinopse
O vídeo começa com cenas de Beyoncé em frente a uma parede feita de lâmpadas multicoloridas piscando. Várias cenas de pessoas montando carrinhos de choque seguem como Beyoncé também vai montando um. Ela então continua jogando jogos de carnaval e monta a montanha-russa Cyclone com seu estilista Ty Hunter enquanto usava um boné de beisebol estampado com o rosto do Notorious BIG e camiseta branca com jeans. Várias cenas mostram Beyoncé caminhando pelo calçadão, enquanto os paparazzi tiram fotos dela; durante uma cena, um cameraman da TMZ Adam Glyn faz uma aparição. Várias outras cenas mostram a cantora dançando com fãs e artistas de rua enquanto ostenta um leve arco na cabeça. Beyoncé também dança uma dança coreografada com várias dançarinas de fundo em um jogo de bola skee .Cenas de casais apaixonados e instâncias de vários estabelecimentos icônicos também são exibidas por toda parte. Filmagens de Beyoncé liderando uma multidão para a coreografia em um show também são exibidas, bem como o cantor aparecendo com um bastão feito de dinheiro.

### Recepção
Um escritor da revista Rap-Up escreveu que Beyoncé estava "espalhando o amor" com o "clipe de sentir-se bem". Mike Wass, do Idolator o considerou "despreocupado, cheio de néon" e um dos melhores clipes de todo o álbum, acrescentando que parecia mais um filme caseiro do que um videoclipe, que "fazia parte de seu imenso apelo". Chris Martins da Spin escreveu que o vídeo é "todo enorme e emocionante". Kory Grow, da Rolling Stone, observou que o clipe era um "vídeo divertido para uma música da mesma forma", dizendo ainda que a coreografia das mãos era a versão de Beyoncé de uma dança semelhante da música "YMCA" (1978) por Village People.
Rachel Brodsky, da MTV, descreveu o vídeo como um estilo encantador de bricolage e elogiou o visual de Beyoncé e a coreografia de dança. Malene Arpe, do Toronto Star, descreveu o vídeo como uma "brincadeira de festa feliz na feira". Melinda Newman, do site HitFix, descreveu o visual de Beyoncé no vídeo como "sensual, um pouco eufórico" e observou que o tema principal era comparar o amor com o carnaval. Ela concluiu que o vídeo de "XO" é "interessante ... quase como se a estivéssemos vendo em um estado de realidade aumentada, aprimorada por alguma substância que altera o humor - ou talvez seja exatamente isso que o amor faz com Beyoncé".
No entanto, Whitney Phaneuf, também do HitFix, fez uma revisão mista, comparando o vídeo com "Fantasy", de Mariah Carey (1995), dizendo que o clipe deste último fazia "a montanha-russa parecer melhor".
O vídeo foi indicado na categoria de Melhor Vídeo no World Music Awards de 2014.

## Desempenho Comercial
"XO" estreou no número 66 na Billboard Hot 100 dos EUA na semana que terminou em 4 de janeiro de 2014. A música subiu gradualmente na parada e na quinta semana, na edição da parada de 1 de fevereiro de 2014, atingiu o pico em número 45. Passou mais cinco semanas no Billboard Hot 100, sendo colocado no número 83 na sua última semana antes de cair fora do gráfico. No Mainstream Top 40 airplay chart, estreou no número 32 na semana que terminou em 11 de janeiro de 2014. Na semana seguinte, "XO" passou para o número 24 no gráfico e, eventualmente, alcançou o número 18, gastando um total de oito semanas no Top 40 Mainstream. No gráfico Hot Songs R&B / Hip-Hop dos EUA, o single alcançou o número 12 no total de dezoito semanas passadas no gráfico. Em 6 de junho de 2014, o "XO" vendeu 356.000 downloads nos EUA. No Canadá, "XO" alcançou o número 36 na parada Canadian Hot 100e foi certificado em ouro pela Music Canada por vendas de 40.000 cópias naquele país.
No Reino Unido, "XO" estreou no número 24 na parada de R&B do Reino Unido em 28 de dezembro de 2013 e no número 84 na parada de singles do Reino Unido em 11 de janeiro de 2014. Após o desempenho de "XO" de Beyoncé no No BRIT Awards de 2014,em fevereiro de 2014, as vendas da música no país aumentaram 96% nas primeiras duas horas, e aumentaram 252% no dia seguinte. Após a apresentação, a música subiu dez posições no ranking de R&B do Reino Unido no número 5 na semana seguinte e, em 8 de março de 2014, passou para a posição de pico de 4. Em 17 de outubro de 2014, a British Phonographic Industry (BPI) certificou a prata por vendas de 200.000 cópias. Em 26 de janeiro de 2014, estabeleceu o pico do número 16 na parada de singles e foi certificado em ouro pela Australian Recording Industry Association (ARIA) para o envio de 35.000 cópias.

### Posições nas Tabelas
| Tabela musical (2013)                        | Melhor posição |
| -------------------------------------------- | -------------- |
| Nova Zelândia - Recorded Music NZ            | 10             |
| Bélgica - Ultratip (Flandres)                | 6              |
| Bélgica - Ultratip (Wallonia)                | 7              |
| Brasil (Brasil Hot 100 Airplay)              | 51             |
| Brasil (Brasil Hot Pop Songs)                | 21             |
| Canadá - Canadian Hot 100                    | 36             |
| Coreia do Sul - Gaon International Chart     | 5              |
| Estados Unidos - Billboard Hot 100           | 45             |
| Estados Unidos - Billboard Pop Songs         | 18             |
| Estados Unidos - Billboard R&B/Hip-Hop Songs | 12             |
| França - SNEP                                | 99             |
| Espanha - PROMUSICAE                         | 38             |
| Irlanda - IRMA                               | 23             |
| Escócia - Scottish Singles and Albums Chart  | 24             |
| Suécia - Sverigetopplistan                   | 50             |
| Japão - Japan Hot 100                        | 36             |
| Austrália - ARIA Singles Chart               | 16             |
| Países Baixos - Mega Single Top 100          | 37             |
| Reino Unido - UK R&B Singles Chart           | 9              |
| Reino Unido - UK Singles Chart               | 24             |

## Peformances ao vivo
Beyoncé tocou "XO" ao vivo pela primeira vez em 13 de dezembro de 2013, durante um concerto em Chicago como parte de sua turnê mundial The Mrs. Carter Show .Antes da apresentação, ela revelou que a música foi escrita para seus fãs e acrescentou: "Esta é a primeira vez, algo que nunca esquecerei". Ela então tocou a música como uma chamada e resposta com a multidão. Molly Wardlaw, da Fuse, descreveu o desempenho como "glorioso" e "coisa celestial de se ver". Mais tarde, Beyoncé também cantou a música durante as paradas restantes da parte norte-americana da turnê, como parte do bis dedicado a seus fãs. Stacey Anderson, da Rolling Stone, escreveu que a música "foi apresentada com emoções visíveis e aparentemente com uma espontaneidade ausente no restante da operação precisa". "XO" foi adicionado ao set list e apresentado ao vivo durante a segunda etapa europeia da turnê mundial da Sra. Carter Show em 2014, de fevereiro a março. Graeme Virtude do The Guardian revisou as performances de "XO" e "Halo" positivamente, dizendo que ela conseguiu transformar "[as] músicas monumentais ... em miniaturas íntimas por pura força de vontade" enquanto dançava e interagia com a multidão sozinha no palco.
A primeira apresentação televisionada da música foi no BRIT Awards de 2014 em 19 de fevereiro de 2014, marcando sua primeira apresentação na cerimônia desde a realizada em 2004. A apresentação foi confirmada por James Corden na BBC Radio 2, várias horas antes da cerimônia, após rumores que circularam por várias semanas. Beyoncé apareceu no palco usando um vestido azul de lantejoulas cintilante até o chão, desenhado por Vrettos Vrettakos contendo 140.000 cristais azuis de zircão e brincos grandes.
No MTV Video Music Awards de 2014, em 25 de agosto, Beyoncé tocou "XO" ao vivo durante um medley composto por músicas de seu álbum auto-intitulado. Ela tocou a música vestida com um traje de jóias e dedicou-a aos fãs como a faixa final de sua apresentação, afirmando "Esta é para meus fãs incríveis. Se não fosse por você, eu não estaria nesse palco". Nadeska Alexis, da MTV News, sentiu que o cantor mantinha a plateia "animada" com a apresentação da música.
Beyoncé também cantou a música junto com Halo durante o funeral de Kobe Bryant em 24 de fevereiro de 2020. A música XO é relatada como a música favorita de Kobe na Beyoncé.

## Créditos
Todo o processo de elaboração atribui os seguintes créditos pessoais:

### Canção
- Beyoncé Knowles - vocalista principal, composição, produção, produção vocal;
- The-Dream - composição, produção, vocais de apoio, piano adicional;
- Ryan Tedder - composição, produção, gravação, instrumentos, programação, vocais de apoio;
- Hit-Boy - produção adicional;
- HazeBanga Music - produção adicional;
- Stuart White, Bart Schoudel – gravação;
- Ramon Rivas - engenharia;
  - Justin Hergett – assistência;
- Andrew Scheps – mistura;
- Tom Coyne, Aya Marrill – masterização.

### Vídeo
- Direcção – Terry Richardson
- Direcção criativa – Todd Tourso
- Direcção de fotografia – Starr Whitesides
- Produção executiva – Coleen Haynes
- Produtor – Adam Baxter
- Empresa de produção – Black Dog Films
- Estilista – Lysa Cooper
- Estilistas adicionais – TY Hunter, Raquel Smith
- Coreografia – Lee Anne Callahan-Longo, Kwasi Fordjour, Sam Greenberg
- Editor – Holle Singer de Consulate LTD.
- Gerente de marca – Melissa Vargas
- Cabelo – Neal Farinah
- Maquilhagem – Francesca Tolot
- Unhas – Lisa Logan
- Correcção de cor – Light Iron
- VFX – Kroma
- Fotografia – Mason Poole
- Participações especiais - Jourdan Dunn, Jessica White

## Histórico de lançamento
| País           | Data                   | Formato                  | Editora discográfica |
| -------------- | ---------------------- | ------------------------ | -------------------- |
| Itália         | 16 de Dezembro de 2013 | Rádio mainstream         | Sony Music           |
| Estados Unidos | 16 de Dezembro de 2013 | Rádio adult contemporary | Parkwood, Columbia   |
| Estados Unidos | 17 de Dezembro de 2014 | Rádio urban              | Parkwood, Columbia   |
| Estados Unidos | 17 de Dezembro de 2014 | Rádio rhythmic           | Parkwood, Columbia   |

## Versão de John Mayer
Em 15 de abril de 2014, John Mayer fez um cover de "XO" durante um show em Adelaide na Austrália. Três dias antes da apresentação, ele usou sua conta no Twitter para elogiar a música, escrevendo: "A melhor coisa de Beyoncé? A pausa na voz dela no primeiro 'bebê, me ame se apaga' 'em XO. Real e cru." Um mês depois, em 22 de maio, ele lançou uma versão de estúdio da música em sua conta do SoundCloud. Foi disponibilizado para download digital pela Columbia Records em 27 de maio de 2014 através da iTunes Store. A versão de Mayer é uma versão acústica despojada, completa com violão e acentuada por piano e gaita. Kelcey Shipley, da MTV News, elogiou sua versão por sua "simplicidade" enquanto Killian Young, da Rolling Stone, logo a descreveu como "doce". Marc Hogan, do Spin, observou que "XO" era uma "música perfeita para ele" e a descreveu como "uma troca romântica de pessoa a pessoa, transferida para instrumentos acústicos, mas não menos do tamanho de um estádio - ou pop -. por isso".
Para a semana que terminou em 1º de junho de 2014, a versão de Mayer estreou no número 90 na parada Hot 100 da US Billboard e no número 13 na parada de músicas Hot Rock dos EUA, vendendo 46.000 cópias.

## Outras versões
A música foi coberta pela primeira vez pela banda americana Haim em 24 de fevereiro de 2014 durante um Live Lounge na BBC Radio 1. A versão cover contou com a participação de Este Haim e foi musicalmente semelhante à versão original, com batidas lentas, floreios de sintetizadores, riffs de guitarra, batidas de bateria e harmonias de retorno de chamada durante o refrão da música.  A versão foi citada por conter elementos do soft rock vintage e seu som despojado foi elogiado, destacando a melodia e o lirismo do original "com sinceridade", como afirma Whitney Phanuef da HitFix. Aisha Harris, da Slate, comentou que os vocais apresentados na capa não eram "tão perfeitos" como na versão original, mas elogiou a versão por ser agradável de ouvir.
Em 8 de abril de 2014, o remix  de "XO" e "Blow" pelo músico francês Monsieur Adi estreou em Out ' site oficial s ao longo aparição de Beyoncé na capa da revista. O remix de "XO" foi influenciado pela electro house music e foi notado por ser transformado como uma "balada de pop eletrônico" pelos editores da revista.
Em 1 de julho de 2016, Anna Elizabeth Laube lançou uma versão folk como single. Foi então lançada como parte de seu álbum, Tree , em 9 de setembro de 2016.